# Sonate K. 457
Pour la sonate de Mozart, voir Sonate pour piano no 14 de Mozart.
La sonate K. 457 (F.401/L.292) en la majeur est une œuvre pour clavier du compositeur italien Domenico Scarlatti.

## Présentation
La sonate K. 457 en la majeur, notée Allegro, forme une paire avec la sonate précédente. Avec une ouverture semblable à la K. 209, de même tonalité, la sonate est pleine d'entrain,, à la fois intense et tout à fait imprévisible. Tout au long, il n'y a pas de cadence ou de phrasé d'articulation ; en revanche, Scarlatti nous propulse perpétuellement, notamment par des syncopes, dans une recherche de stabilité (harmonique) que seul donne le point de départ.

## Manuscrits
Le manuscrit principal est le numéro 4 du volume XI (Ms. 9782) de Venise (1756), copié pour Maria Barbara ; les autres sont Parme XIII 4 (Ms. A. G. 31418) et Münster II 50 (Sant Hs 3965).

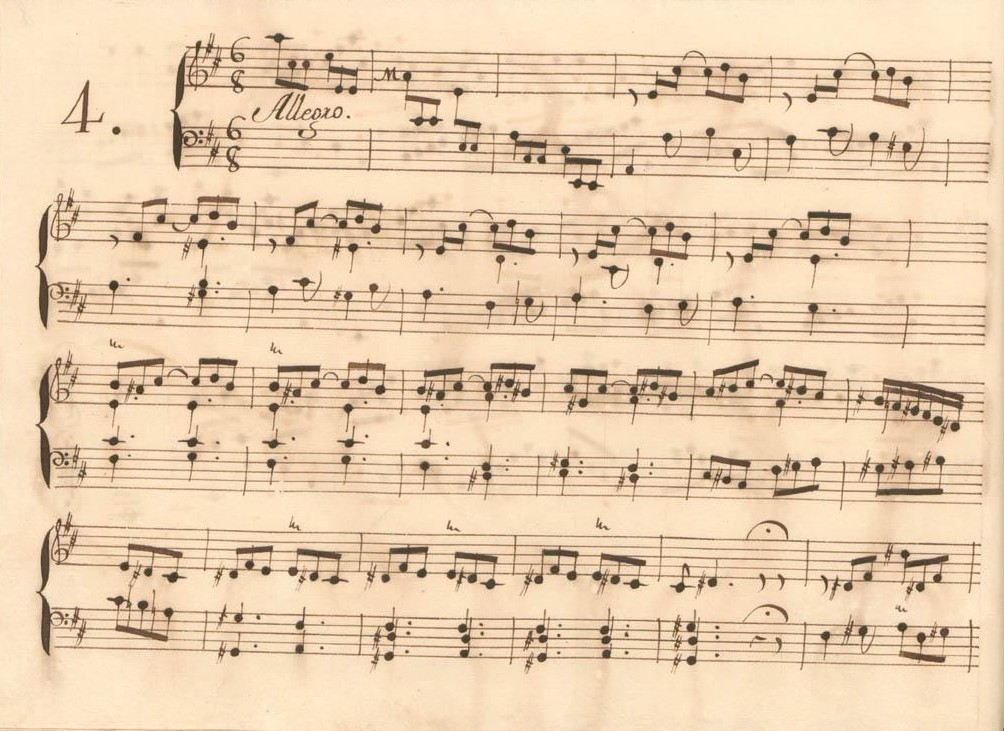
Parme XIII 4.
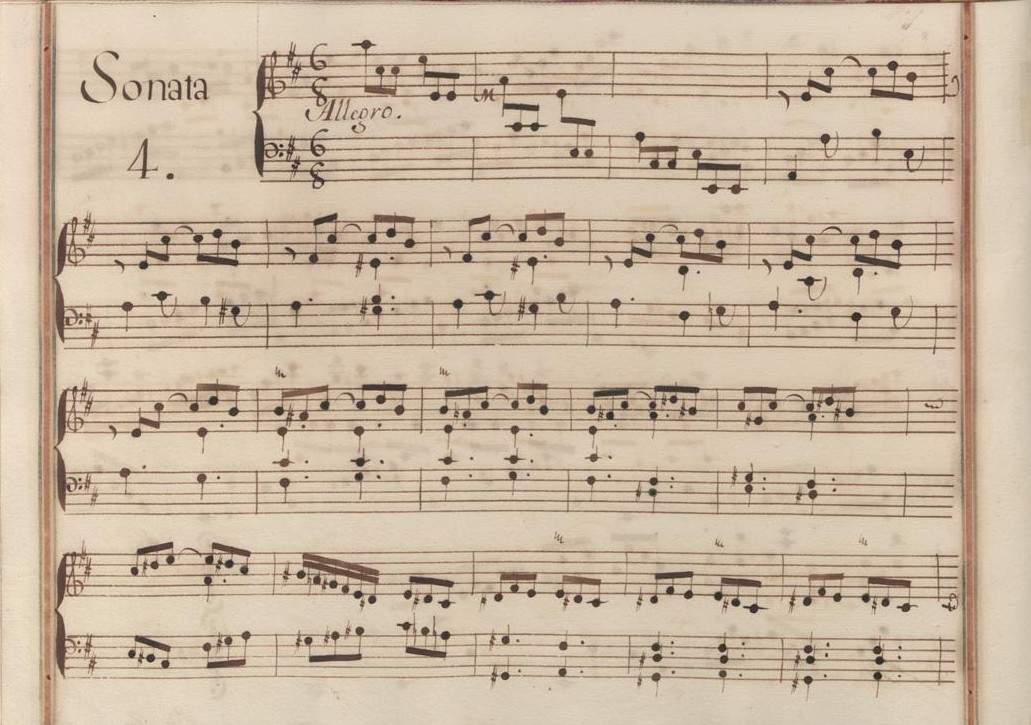
Venise XI 4.
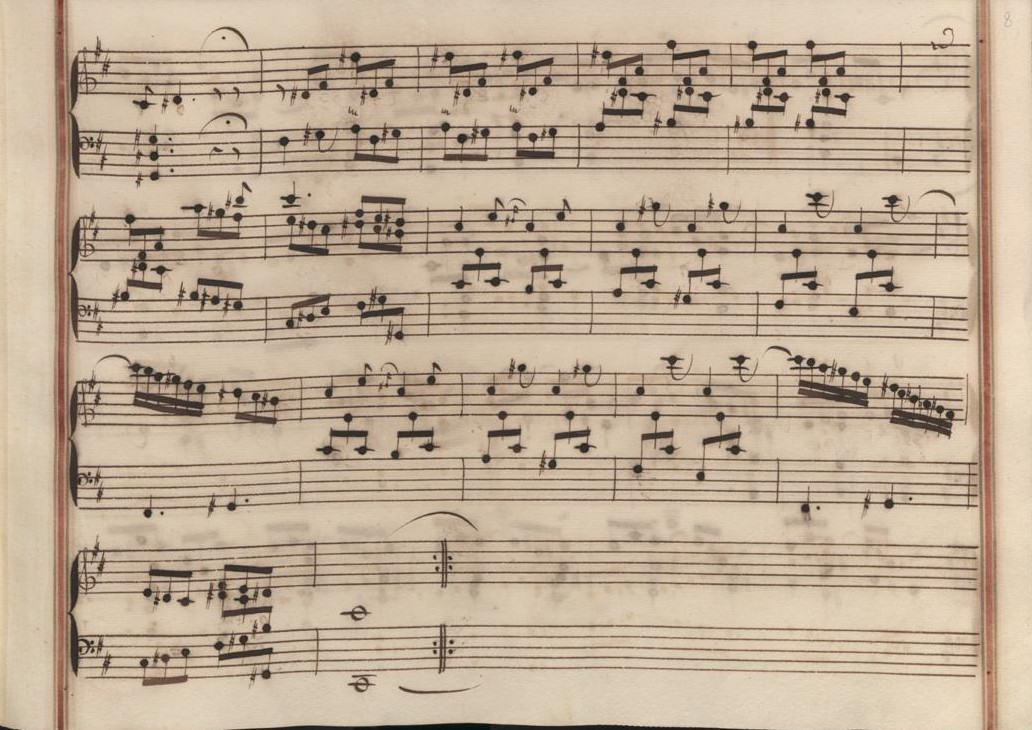
Venise XI 4 (fin de la première section).
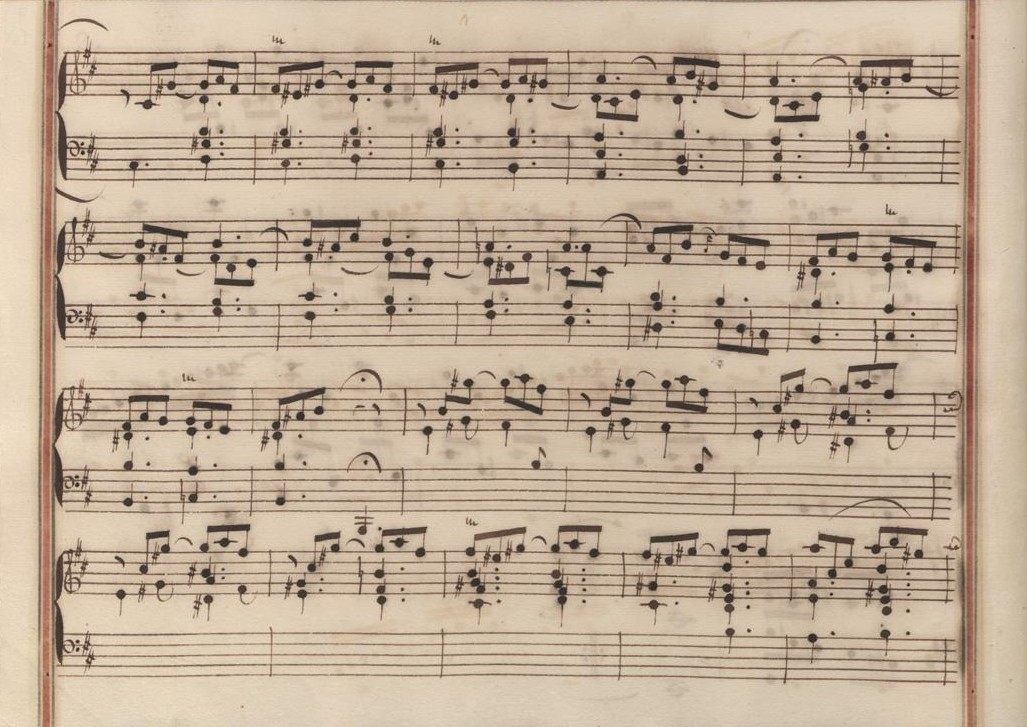
Venise XI 4 (début de la seconde section).
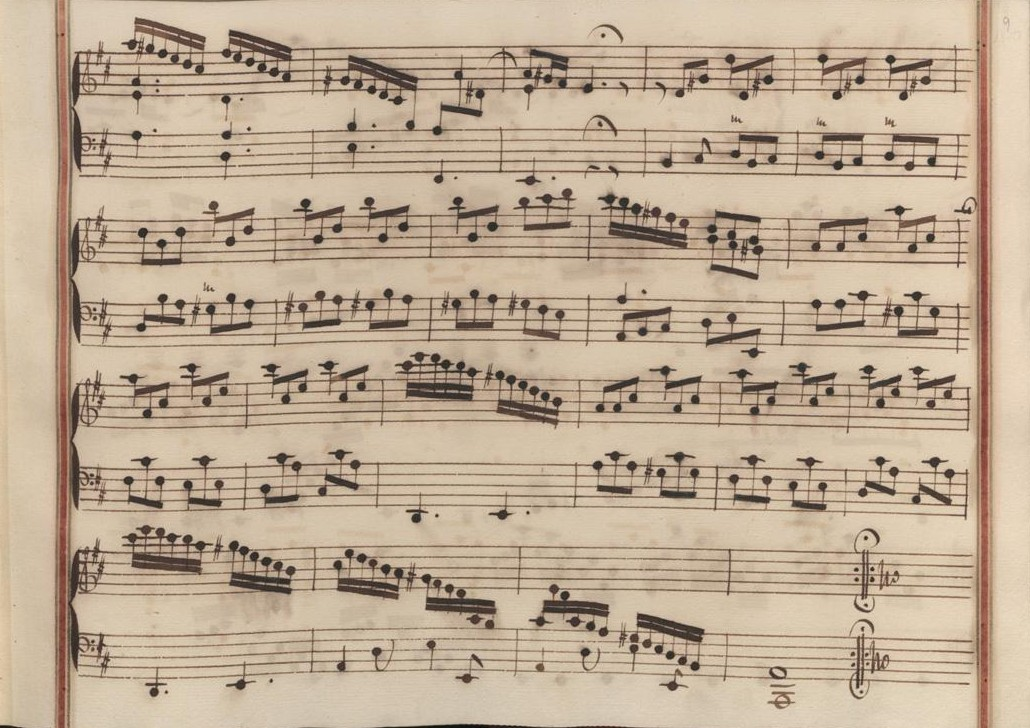
Venise XI 4 (fin de la sonate).

## Interprètes
La sonate K. 457 est défendue au piano, notamment par Kathleen Long (1950, Decca), Racha Arodaky (2007, Zig-Zag Territoires), Carlo Grante (2016, Music & Arts, vol. 4) ; au clavecin par Scott Ross (1985, Erato), Richard Lester (2004, Nimbus, vol. 4), Pieter-Jan Belder (Brilliant Classics, vol. 10) et Pierre Hantaï (2015, Mirare, vol. 4).

## Sources
: document utilisé comme source pour la rédaction de cet article.
- Ralph Kirkpatrick (trad. de l'anglais par Dennis Collins), Domenico Scarlatti, Paris, Lattès, coll. « Musique et Musiciens », 1982 (1re éd. 1953 (en)), 493 p. (ISBN 978-2-7096-0118-4, OCLC 954954205, BNF 34689181).
- Alain de Chambure, « Domenico Scarlatti : Intégrale des sonates — Scott Ross », Erato (2564-62092-2), 1985 (OCLC 891183737) .
- (en) W. Dean Sutcliffe, The Keyboard Sonatas of Domenico Scarlatti and Eighteenth-Century Musical Style, Cambridge / New York, Cambridge University Press, 2008, xi-400 (ISBN 978-0-521-07122-2, OCLC 1005658462, BNF 42017486).
- (en) Carlo Grante, « Domenico Scarlatti, intégrale des sonates pour clavier (vol. 5) », Music & Arts (CD-1294), 2017 (OCLC 1079366528) .